# Вудуард (Оклахома)
Вудуард (англ. Woodward) — город в США, административный центр одноимённого округа штата Оклахома. Население — 12 133 человека (2020).

## География
Вудуард расположен по координатам 36°25′29″ с. ш. 99°24′17″ з. д. (36.424832, -99.404726). Согласно Бюро переписи населения США, город имеет площадь 34,13 км², из которых 33,98 км² — суша и 0,15 км² — водоёмы.

## Демография
| Год переписи                    | Нас.  |  | %±     |
| ------------------------------- | ----- |  | ------ |
| 1910                            | 2696  |  | —      |
| 1920                            | 3849  |  | 42,8%  |
| 1930                            | 5056  |  | 31,4%  |
| 1940                            | 5406  |  | 6,9%   |
| 1950                            | 5915  |  | 9,4%   |
| 1960                            | 7747  |  | 31%    |
| 1970                            | 9563  |  | 23,4%  |
| 1980                            | 13781 |  | 44,1%  |
| 1990                            | 12340 |  | −10,5% |
| 2000                            | 11853 |  | −3,9%  |
| 2010                            | 12051 |  | 1,7%   |
| 2020                            | 12133 |  | 0,7%   |
| 1910–2020 U.S. Decennial Census |       |  |        |

Согласно переписи 2010 года, в городе проживало 12 051 человек в 4917 домохозяйствах в составе 3150 семей. Плотность населения составляла 353 человека/км². Было 5719 квартир (168/км²).
Расовый состав населения:
| - 85,8% — белых - 2,6% — коренных американцев - 0,8% — азиатов - 0,3% — черных или афроамериканцев - 7,3% — лиц других рас |

К двум или более расам принадлежало 3,0%. Доля испаноязычных составила 13,0% всего населения.
По возрастному диапазону население распределялось следующим образом: 25,7% — лица младше 18 лет, 60,3% — лица в возрасте 18-64 лет, 14,0% — лица в возрасте 65 лет и старше. Медиана возраста жителя составила 35,2 лет. На 100 человек женского пола в городе приходилось 97,1 мужчины; на 100 женщин в возрасте от 18 лет и старше — 95,6 мужчин также старше 18 лет.
Средний доход на одно домохозяйство составил 67 498 долларов США (медиана — 55 131), а средний доход на одну семью — 78 098 долларов (медиана — 69 821). Медиана доходов составляла 52 343 доллара для мужчин и 27 368 долларов для женщин. За чертой бедности находилось 13,7% человек, в том числе 19,1% детей в возрасте до 18 лет и 11,7% лиц в возрасте 65 лет и старше.
Гражданское трудоустроенное население составляло 6024 человека. Основные отрасли занятости: сельское хозяйство, лесничество, рыбалка — 18,0%, образование, здравоохранение и социальная помощь — 17,0%, розничная торговля — 14,9%.